# 乌蒙山蹄盖蕨
乌蒙山蹄盖蕨（学名：Athyrium wumonshanicum）为蹄盖蕨科蹄盖蕨属下的一个种。

## 扩展阅读
- 維基物種上的相關：乌蒙山蹄盖蕨